# Azogues
Azogues és una ciutat de l'Equador, capital de la província de Cañar. La seva població és d'uns 27.800 habitants i està situada al mig del carreró interandí a pocs quilòmetres de Cuenca.
La zona de l'actual Azogues fou habitada per pobles cañaris i posteriorment fou conquerida pels inques (a 10 km de la ciutat actual es poden observar les restes arqueològiques de Cojitambo). Tot i així, la ciutat actual es formà inicialment com un campament miner cap al 1558, després del descobriment de mines de mercuri a les proximitats. El 4 d'octubre de 1562 s'oficialitza la creació d'un assentament (asiento de españoles) amb el nom de San Francisco de Peleusí del Azogue.Actualment el centre històric té un important conjunt d'arquitectura colonial.